# Raymond Abellio
 (décembre 2015).
 (septembre 2016).
- Si vous ne connaissez pas le sujet, laissez ce bandeau (vous pouvez alors contacter les auteurs).
- Si vous supprimez le contenu mis en cause (vous pouvez préalablement contacter les auteurs),

argumentez précisément cette suppression dans la page de discussion
(un manque de référence n'est pas un argument ; une recherche réelle de référence doit avoir été effectuée, être formellement documentée).
Georges Soulès, dit Raymond Abellio (né à Toulouse le 11 novembre 1907 - mort à Nice le 26 août 1986), est un écrivain et philosophe gnostique français.
Il a également été un homme politique des années 1930 et 1940, occupant des postes de responsabilité à la SFIO avant-guerre puis, durant l'Occupation, au Mouvement social révolutionnaire (MSR) dont il sera l'un des dirigeants aux côtés de son fondateur Eugène Deloncle, puis à sa place.
Son œuvre romanesque, d’inspiration et d’essence métaphysiques, se compose d’abord d’un premier roman (Heureux les pacifiques), puis d’une trilogie (Les yeux d’Ezéchiel sont ouverts, La fosse de Babel, Visages immobiles) qui occupera Abellio jusqu’à la fin de sa vie. Ces quatre romans font évoluer le narrateur (d’abord nommé Saveilhan, puis Dupastre) qui est sur la voie de l’homme intérieur et qui, progressivement, prend part sans prendre parti, au cœur de l’histoire planétaire contemporaine et de ses soubresauts.
Son œuvre philosophique se développe à travers plusieurs essais et de nombreux articles montrant son approche de la gnose, questionnant le sens et les enjeux de la connaissance. On lui doit aussi des mémoires, Ma dernière mémoire, trois tomes qui couvrent les quarante premières années de sa vie.

## Biographie
Georges Soulès nait à Toulouse le 11 novembre 1907. Issu d’une famille pauvre du faubourg des Minimes de Toulouse, il entre en 1927 à l’École polytechnique pour en sortir dans les Ponts et Chaussées.
Après avoir adhéré au Groupe parisien des étudiants socialistes, puis aux Jeunesses socialistes du XIVe arrondissement, ce marxiste, « converti » en 1928, entre en 1932 à la SFIO, puis rejoint le Centre polytechnicien d'Études Économiques (X-Crise). Le roman écrit entre-temps, Le Grand Chelem, ne sera jamais publié et finira détruit par un bombardement en 1940.
À la suite de sa rencontre avec le mouvement surréaliste et l'écriture automatique (1932), il rompt avec le parti communiste en 1935. L'année suivante, sous le gouvernement de Léon Blum, le futur écrivain se retrouve chargé de mission au ministère de l'Économie nationale. D'abord en service, en tant qu'ingénieur des Ponts, dans la Drôme (mi-1932 à mi-1936), puis à Paris et Versailles, Georges Soulès milite dans l'opposition de gauche du Parti socialiste, représentant celle-ci au comité directeur du parti en 1937 et 1939.
Le 24 août 1939, il est mobilisé au 6e régiment du Génie à Angers, puis fait prisonnier le 26 mai 1940 à Calais. Dès son retour de captivité, en 1941, le militant entre au Mouvement social révolutionnaire (MSR) d'Eugène Deloncle (certains[réf. souhaitée] ont parlé de « tentation totalitaire »), mouvement d'inspiration fasciste, partisan de la collaboration, proche du Rassemblement national populaire de Marcel Déat et comme lui rival du Parti populaire français de Jacques Doriot. Avec d'autres membres, il aurait participé à une action fractionnelle clandestine. Il est membre de la faction qui exclut Deloncle en 1942 et qui dirige le parti jusqu'à sa disparition en 1944. Ce MSR rénové se serait mis en rapport avec la Résistance sans que l'on puisse discerner la motivation exacte de cette démarche[réf. souhaitée]. En 1943, il est membre du Front révolutionnaire national, rassemblement sans lendemain créé par Marcel Déat, qui regroupe la majorité des partis collaborationnistes à l'exception du Parti populaire français.
Georges Soulès, est à l'origine de la fondation, en 1943, du groupe clandestin des « Unitaires », publiant le bulletin Force Libre.[réf. souhaitée] C'est aussi pour lui l'année décisive de sa rencontre avec Jane L. et Pierre de Combas. Soulès sort progressivement du champ de l'action politique et commence à « renaître » en tant que Raymond Abellio.
Contraint de se cacher parce que poursuivi par la justice à la Libération, il déménage plusieurs fois entre 1944 et 1947, année où il se réfugie en Suisse. Il y devint le précepteur du fils de Jean Jardin, ancien directeur de cabinet de Pierre Laval. Durant cette période de clandestinité, il écrit ses premiers livres, et son premier roman, Heureux les pacifiques, est publié.
En 1945, Georges Soulès devient dès lors officiellement et définitivement Raymond Abellio.
Le 10 octobre 1948, parce que confondu avec un homonyme, Jules Soulès, gérant de biens juifs sous l'Occupation, il est condamné par contumace à dix ans de travaux forcés. Gracié en 1952 grâce à l'intervention de résistants (et, en particulier, au témoignage du général Pierre Guillain de Bénouville, qui intervint en plusieurs occasions pour des proches ou sympathisants d'Eugène Deloncle), Abellio revient définitivement à Paris en 1953.

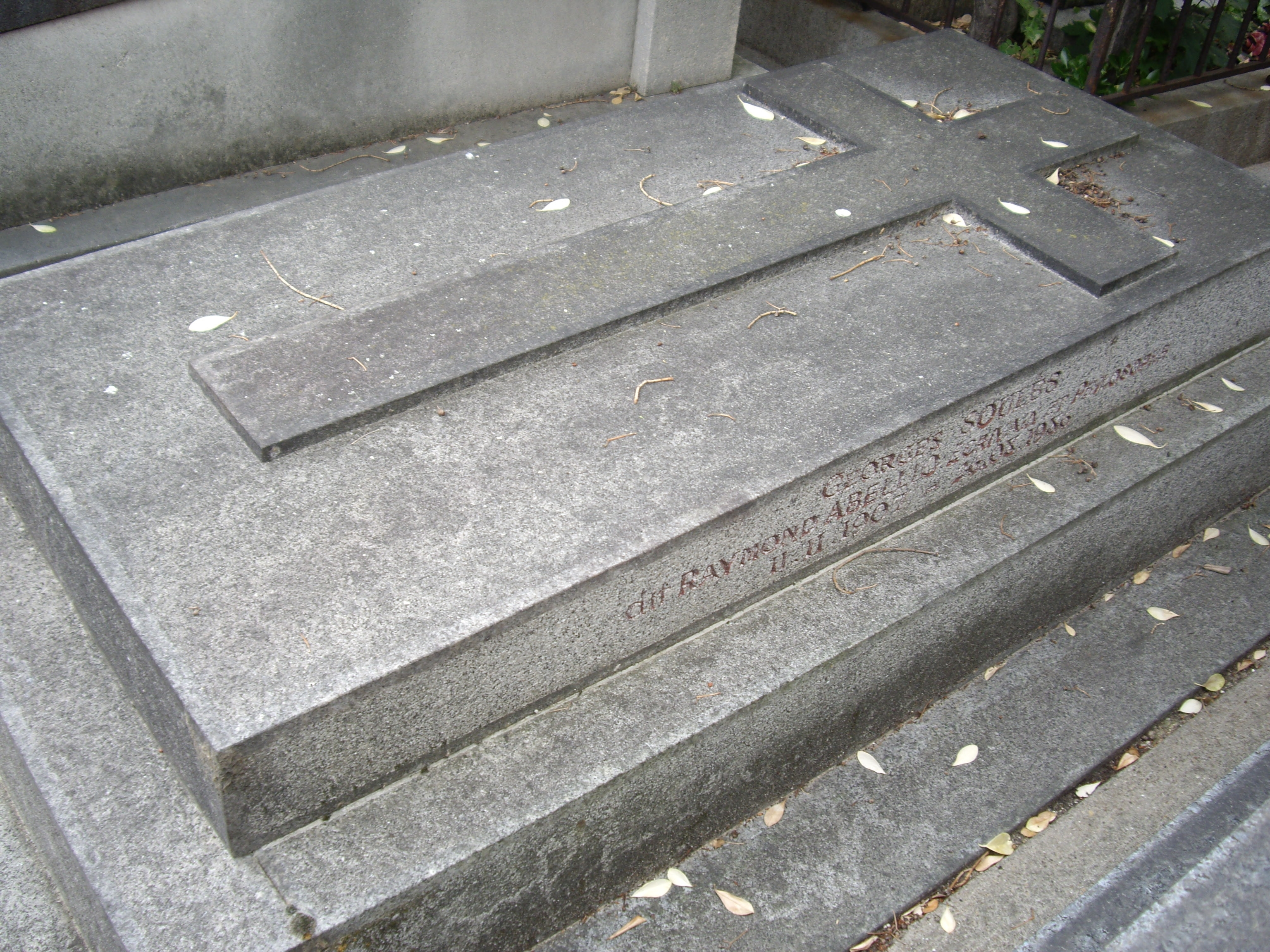
Tombe de Raymond Abellio au cimetière d'Auteuil.

En 1950, il adhère à l'Association des amis de Robert Brasillach.
Ayant abandonné la politique, cet ancien activiste fonde et dirige une société d'ingénieurs-conseils sans jamais cesser, parallèlement, de se consacrer à la quête de la connaissance, tant à travers la littérature que la philosophie et l'ésotérisme. À partir de 1970, il appartient toutefois au comité de patronage de Nouvelle École.
Régulièrement invité à exposer ses idées dans des émissions audiovisuelles et radiophoniques, c'est surtout par ses livres que Raymond Abellio a tenté de transmettre la gnose qu'il avait constituée.
Il meurt le 26 août 1986 à Nice et est inhumé au cimetière d'Auteuil (16e arrondissement deParis).
Un Cahier de l'Herne lui est consacré en 1979.

## Un cheminement menant à la gnose

### De l’engagement politique à l’éveil phénoménologique
L’adolescence de Georges Soulès fut traversée de « crises mystiques » qui, à intervalles irréguliers, vinrent rythmer une existence solitaire, intérieure et studieuse. S’exprimant spontanément par une religiosité vécue à part des autres et une liturgie toute personnelle, cette mystique « du dedans », si elle était déjà aspiration à l’absolu, restait cependant sans structure définie, sans objet précis, sans motif conscient, une mystique diffuse et instinctive. En 1928, à la suite d’un entretien avec l’aumônier de l’École polytechnique qui lui indiqua à cette occasion l’existence de l’homme intérieur de saint Paul et, surtout, qui l’invitait à évangéliser les masses socialistes, entretien qui constitue l’un des événements marquants de sa vie et qui fut à l’origine d’une nouvelle expérience intérieure décisive, Soulès amorça son virage marxiste. Sa mystique trouva ainsi dans ce qu’Abellio nomma plus tard une « physique sociale » à la fois un objectif (« la révolution socialiste ») et un terrain d’exercice (l’activisme politique), mais aussi un système rigoureux capable de canaliser, d’ordonner et de polariser ses enthousiasmes et de leur donner un sens. Le marxisme fut donc pour Soulès le premier contact véritable et vivant avec le monde des idées et de la rationalité. Le thème de l’affrontement dialectique de l’âme et de l’esprit, de la chaleur et de la lumière, thème qui trouvera par la suite chez Abellio sa clef de voûte et sa juste formulation dans le rapport gnose/mystique, prit ainsi corps pour la première fois dans le cours de son existence. Tout au long de son engagement marxiste, qui dura jusqu’en 1938, mais aussi durant la période qui s’étend de 1939 à 1943, Soulès chercha aussi à concilier ce qu’il appelle « volonté de puissance » et « idéal de pureté », mêlant ainsi le domaine des idées avec celui du pouvoir. Mais ses expériences politiques ratées, une progressive prise de conscience de l’impossibilité de concilier les enjeux de l’individu et ceux de l’espèce et, enfin, une faim toujours plus intense de connaissance l’ont fait revenir de ses illusions. C’est là encore une rencontre, plus précisément une double rencontre, qui acheva définitivement de l’arracher au monde des faits, des gestes et des rôles sociopolitiques et qui le fit pénétrer dans celui des mystères de la connaissance. En effet, quasiment au même moment (mars 1943), celui qui s’appelait encore Georges Soulès fit la connaissance à la fois d’une femme : Jane L., qui devait le « faire entrer dans ces au-delà énigmatiques de l’amour qui sont la raison même de l’amour », mais aussi de celui qui allait devenir son maître spirituel : Pierre de Combas. Soulès se trouva dès lors engagé dans sa « seconde naissance », qui devait très bientôt le faire renaître sous le nom de Raymond Abellio.

### De l’ésotérisme à la philosophie moderne
Pierre de Combas est cet être singulier, ancien instituteur puis guérisseur et enfin reclus, qui initia Soulès à l’ésotérisme. Ce dernier terme est ici à entendre comme un ensemble hétérogène de doctrines faisant référence à une Tradition universelle. Grâce à cet homme, dont l’enseignement reposait notamment sur deux ouvrages majeurs : la Bible et la Bhagavad-Gita, Soulès a véritablement découvert les traditions et les sciences traditionnelles (plus particulièrement la Numérologie et la Kabbale), et est « réellement entré dans l’ésotérisme en tant que tel ». Cette rencontre survint à une période critique où Soulès était en pleine phase de remise en question de son engagement politique. Son entrée dans l’ésotérisme marqua dès lors sa sortie hors du champ de l’idéologie et de l’action politiques. C’est plus particulièrement par l’ésotérisme chrétien que se fit cette entrée, c’est-à-dire, plus précisément, par ce qui devint par la suite le rapport ésotérique d’Abellio au christianisme. Le christianisme vint donc occuper une place privilégiée dans la quête de la connaissance entreprise par Abellio, sans pour autant exclure les autres ésotérismes, les autres traditions particulières. Finalement, ce que Soulès chercha dans l’ésotérisme, dans ce corps de doctrines qui se présentait soudain à lui dans son ampleur, sa richesse et ses enseignements, ce fut « une base éthique pour justifier et légitimer une transformation vitale profonde ». Il y trouva des éléments qui, une fois réappropriés, allaient devenir, pour certains, les fondements de sa philosophie gnostique, pour d’autres, des repères symboliques lui permettant de mieux comprendre le présent et le devenir des choses : l’existence d’une unité primordiale voilée reposant sur une interdépendance universelle ; le principe de similitude ; la non-dualité ; l’existence d’une influence spirituelle ; la valeur qualitative des nombres ; le précepte selon lequel il faut voir de la positivité et du sens en toute chose ; la conception du véritable savoir à la fois comme doctrine et comme praxis ; la désignation du monde contemporain comme « âge noir » ou « fin de cycle » ; la possible construction d’une Arche (intérieure). Cette entrée dans l’ésotérisme fut aussi pour Soulès le moment et le geste déterminants de sa première rentrée conséquente et réfléchie en lui-même, dans son intériorité, « seul ancrage fidèle ». Cet enseignement lui apparut pourtant assez vite insuffisant, incapable à ses yeux de répondre à l’exigence de clarté, d’universalité et d’épreuve personnelle qui l’habitait. Les deux principales critiques qu’il formula à l’encontre de l’enseignement de son maître comme à l’encontre des multiples gnoses et doctrines ésotériques modernes et contemporaines sont, d’une part, leur dogmatisme, et, d’autre part, le caractère externe de leur critique de la Tradition. C’est en réalité plus les ésotéristes que l’ésotérisme lui-même que commença à attaquer celui qui, à partir de 1944, pris définitivement le nom de Raymond Abellio.

### De la philosophie moderne à la gnose
Il existe selon Abellio un noyau central, un fonds de vérité propre à la Tradition qu’il s’agit de « désocculter » à partir d’une « critique interne ». Cette conduite qu’il nous faut mettre en œuvre correspond à la troisième signification de l’ésotérisme, véritable vision-vécue mettant en relief et articulant rationnellement le message de la Tradition à partir de son épreuve interne, conduite personnelle donnant accès, par une « conversion et une présence à soi de l’être intérieur », à un état « illuminatif » qu’Abellio nomme « transfiguration » du monde et qui correspond à la fin de l’ésotérisme, au double sens du terme. L’ésotérisme entendu dès lors comme « désoccultation » se présente comme la voie gnostique ouverte par Abellio, une voie conduisant à une connaissance régénérée. Si cette voie fut possible c’est notamment grâce à la rencontre qu’il fit avec certaines philosophies modernes, rencontre qui lui permit de mettre en œuvre ses exigences, de clarifier ses intuitions et d’organiser les nombreux matériaux hérités des doctrines ésotériques. La philosophie moderne joua en effet le rôle de catalyseur lui fournissant à la fois l’impulsion, par réaction contre la pensée de Sartre, mais aussi l’orientation, l’armature et les outils nécessaires à la constitution de sa propre philosophie. Comme il le fait remarquer lui-même, c’est en effet en réaction contre la philosophie du père de l’existentialisme, contre les principes et les inférences de sa pensée (la transcendance de l’ego ou projet ; la conscience comme forme vide et réalité impersonnelle ; la néantisation du moment présent ; la non communicabilité des consciences ; la réduction à deux régions des dimensions de l’être : être en-soi et être pour-soi), qu’il commença à concevoir et à expliciter ce qui allait devenir les principes fondateurs de sa propre philosophie. C’est alors en cherchant, à l’encontre de Sartre, à refonder l’ancestrale relation sujet/objet, refondation prenant pour point d’appui et pour objet premier d’analyse ce qui est généralement reconnu aujourd’hui comme une problématique centrale et incontournable mais aussi comme un enjeu épistémologique fondamental de la recherche phénoménologique, à savoir la perception, refondation ayant pour corollaire la découverte de la structure de l’intuition et du « moment présent », qu’Abellio déboucha sur la « structure absolue » et la logique qui lui est liée, à savoir la « dialectique de la double contradiction croisée ». Nous pouvons dire aussi que c’est sans doute de sa rencontre avec l’œuvre de Sartre, plus particulièrement avec L’Être et le Néant, que lui est venue l’idée de corréler ontologie et phénoménologie. De Sartre, jugé donc insuffisant et agnostique, Abellio remonta à Husserl, pour le versant phénoménologique, mais aussi à Heidegger, pour le versant ontologique. Du premier, considéré par lui comme le philosophe venant couronner la philosophie, celui en tout cas dont la philosophie le marqua le plus profondément, il s’appropria, intégra et accomplit, non pas d’un point de vue analytique ou conceptuel mais en les constituant comme pouvoirs réels et en les complétant, les grands axes de sa phénoménologie transcendantale, à savoir : la réduction eidétique ; l’épochè ; le champ transcendantal ; la réduction phénoménologique ; le sujet transcendantal ; l’intentionnalité (à laquelle Abellio associa, d’une part, l’intensité, par laquelle la conscience fond en elle et se remplit de l’objet visé, et, d’autre part, l’intensification, pouvoir concret et personnel d’accroissement qualitatif de l’intensité) ; l’intuition ; la constitution ; le « monde de la vie » ; l’intersubjectivité transcendantale. Quant au rapport qu’Abellio entretint avec la philosophie de Heidegger, c’est-à-dire avec son ontologie fondamentale, sa position nous paraît avoir quelque peu changé au fil du temps. Si dans La Structure Absolue « la nouvelle ontologie de Heidegger » apparaît aux yeux d’Abellio « comme complément de la phénoménologie transcendantale », il écrit en revanche dans son Manifeste de la nouvelle Gnose, son dernier livre, que les « affirmations réitérées de Heidegger sur la radicalité du problème de l’Être par rapport à celui de la conscience nous paraissent d’ailleurs plus péremptoires que claires. » Cela dit, le projet d’une fondation ontologique de la phénoménologie n’ayant jamais été remis en cause par Abellio, il reconnut à Heidegger, plus ou moins explicitement, le mérite d’avoir ouvert à l’esprit certaines pistes fécondes, d’avoir introduit dans l’histoire des idées des catégories éclairantes et d’avoir opéré des mises au point salutaires. Voici quelques-uns des éléments clés de la philosophie de Heidegger repris par Abellio : la différence ontologique ; la différence entre la Présence et ce qui en et par elle est présent ; l’historialité ; l’Ouvert ; la Stimmung ; le projet de dépassement de l’ancienne métaphysique.

### La gnose abellienne
Cette confrontation entre les enseignements fondamentaux de la tradition ésotérique et ceux apportés par la pensée philosophique moderne conduit à et caractérise donc cette « désoccultation » dont nous avons parlé. C’est par et en elle que se trouve élucidé le message de la Tradition primordiale, ou Connaissance primordiale, et que sont retrouvées, plus précisément reconstituées intérieurement, les clés universelles de la gnose éternelle. Voici, simplement énoncées, les catégories auxquelles correspondent ces différentes clés ainsi que leur traduction particulière dans la philosophie d’Abellio : postulat (« interdépendance universelle ») ; outil (« structure absolue ») ; logique (« logique de la double contradiction croisée ») ; genèse ou cheminement (« intégration » et « intensification ») ; visée et fin (« transfiguration »). La genèse de la gnose abellienne, déjà gnostique dans son parcours, doit dès lors être comprise comme l’actualisation et la « vision-vécue », s’affirmant comme telles à partir d’un certain moment de son devenir, de cette désoccultation. Elle incarne la nouvelle approche de la connaissance, ce qu’Abellio appelle la « nouvelle gnose » ; elle est la voie, la tâche et l’œuvre propres de l’Occident, ce lieu spirituel d’avènement de la conscience transcendantale mais aussi de mobilisation et de dépassement de la raison. C’est par cette voie, donc, qui est celle de l’édification de l’homme intérieur, qu’Abellio aboutit à la constitution, l’exercice et l’application de la « phénoménologie génétique », autre nom utilisé par lui pour qualifier cette nouvelle gnose. Fort de ces résultats, Abellio pouvait de nouveau s’immerger, sans se perdre, dans la multiplicité des sciences, des philosophies et des traditions, cherchant partout la trace et l’illustration du fonds universel. Il ne restait plus alors à Abellio qu’à porter témoignage, par certains signes lancés aux hommes, de l’existence d’une nouvelle conduite gnostique, de l’existence d’une nouvelle voie, occidentale, de la connaissance.

## L’Œuvre

### L’œuvre, la pensée et le sens
Une telle philosophie gnostique, à la fois doctrine, méthode et praxis, implique de la part de ceux qui s’y intéressent de se confronter au plus tôt, de façon conséquente et intègre, aux œuvres qui la révèlent, l’illustrent, la nomment, la démontrent, l’évoquent, l’appliquent. Les œuvres du corpus abellien constituent ainsi chacune une expression particulière de cette philosophie en quête du sens des choses, certaines la saisissant en phase de gestation, d’autres en pleine maturation, d’autres encore en évidente maturité, certaines enfin dévoilant l’ensemble de sa genèse ou récapitulant ses axes essentiels. Quant à cette philosophie, il faut bien dire, en accord avec un des paradoxes majeurs impliqués par la gnose qu’elle déploie, qu’elle se trouve tout à la fois contenue en totalité dans chacune d’entre ces œuvres et pourtant tout entière présente hors de toutes. Si Abellio releva l’épreuve des signes c’est donc afin de transmettre, d’une part, les signes d’une épreuve gnostique, et, d’autre part, le sens qu’elle conquiert. Le sens est toujours premier chez Abellio, c’est lui qui impose un style et des signes. L’unicité et l’unité de l’enjeu commandèrent et ordonnèrent toujours la multiplicité des signes et des perspectives mobilisés, qu’il soit question de l’œuvre littéraire, de l’œuvre philosophique, de l’œuvre autobiographique ou de l’œuvre théâtrale. Romans, essais, Mémoires, journal, pièce de théâtre, articles, entretiens furent tous écrits avec le même souci de dire, selon les moments et selon les possibilités offertes par chaque genre, l’émergence, la stature et les implications de l’homme intérieur, ils convergent tous vers cette haute figure de la réalité humaine. Un exemple de cette correspondance comme de cette complémentarité entre les genres est donné par le rapport qu’établit Abellio entre le roman et l’essai. Selon lui, si l’essai est nécessaire pour que la vision puisse rendre compte de sa propre lucidité, de sa propre transparence à elle-même et de sa capacité à articuler les formes, dans le roman, genre noble et incontournable à ses yeux, la vision s’attache à « saisir la vie à l’état naissant » ; elle est, en et par lui, parcours et expérience d’une durée vécue et invite au parcours et à l’expérience de cette même durée. Cette distinction/complémentarité opérée entre l’essai et le roman se trouve par lui métaphoriquement évoquée : si le premier est « de l’ordre du fruit », le second est « de l’ordre du germe ».

### L’œuvre littéraire
L’œuvre romanesque, d’inspiration et d’essence métaphysiques, se compose d’abord d’un premier roman (Heureux les pacifiques) écrit à la sortie de la seconde guerre mondiale, roman qui constitue le premier livre publié par Abellio et qui reçut le Prix Sainte-Beuve en 1947, roman par lequel devint visible et public le pseudonyme Raymond Abellio, puis d’une trilogie (Les yeux d’Ezéchiel sont ouverts ; La fosse de Babel ; Visages immobiles) qui occupera Abellio jusqu’à la fin de sa vie. Ces quatre romans font évoluer le narrateur (d’abord nommé Saveilhan puis Dupastre), c'est-à-dire ici celui qui est sur la voie de l’homme intérieur et qui, progressivement, prend part sans prendre parti, au cœur de l’histoire planétaire contemporaine et de ses soubresauts, parmi des personnages incarnant chacun, avec de multiples nuances et facettes, un type métaphysique particulier : le guerrier, le sage, le prophète, le sorcier, la femme « originelle », la femme « ultime ». La pièce de théâtre Montségur, qui a pour thème la croisade contre les Cathares, met en œuvre deux motifs métaphysiques déterminants : d’une part le conflit de la connaissance et de la puissance, d’autre part l’éveil à ce conflit et à ses enjeux d’une conscience particulière.

### Les essais
La série d’essais — six au total, auxquels nous pouvons rattacher Approches de la Nouvelle Gnose qui est un recueil d’articles et de préfaces — compose ce que nous appelons l’œuvre philosophique d’Abellio. À l’exception de son tout premier essai : Vers un nouveau prophétisme, qui analyse les rapports que peuvent et pourraient entretenir, en Occident et au sein de l’époque moderne, le sacré et le profane, le spirituel et le temporel, la spiritualité et l’univers du politique, le prophétisme et le pouvoir, et qui dégage les figures métaphysiques du prophète et du magicien, les cinq autres sont à comprendre en fonction de la place qu’ils occupent par rapport à l’ouvrage majeur qu’est La structure absolue. Ainsi l’ouvrage intitulé La Bible, document chiffré (en 2 tomes), paru avant celui-là, et même avant la découverte par Abellio de la structure absolue, n’échappe pourtant pas à cette règle de lecture puisqu’il sera lui-même, à partir d’une collaboration avec Charles Hirsch, refondu, remanié, clarifié et augmenté grâce aux nouvelles possibilités opératoires offertes par cette découverte, et réédité sous le titre d'Introduction à une théorie des nombres bibliques. Il s’agit dans ces deux derniers ouvrages de réaliser ce qu’Abellio nomme un « essai de numérologie kabbalistique ». Assomption de l’Europe, écrit antérieurement à La structure absolue mais à l’époque où cette dernière s’impose à Abellio comme l’outil des outils, peut être perçu comme un ouvrage préparatoire sans négliger pour autant sa propre spécificité analytique. Abellio y expose le lien qu’il établit entre un Occident compris au sens spirituel et l’avènement de la conscience transcendantale. Il s’agit en quelque sorte, à partir d’une mise en évidence de certains concepts clés, d’une lecture métaphysique de l’histoire et de la politique élevant l’une et l’autre au rang, respectivement, de métahistoire et de métagéopolitique. Lorsqu'enfin ses réflexions sur la structure absolue furent mûres à ses yeux, il exposa dans le livre éponyme sa découverte, qui demeure notamment la première tentative pour maîtriser et systématiser la complexité croissante des sciences humaines, les concepts fondamentaux de sa « phénoménologie génétique », les analyses qu’il avait effectuées, les implications ontologiques, anthropologiques et théologiques qu’il en avait tirées. Quant au court essai intitulé La fin de l’ésotérisme, il s’agit d’une réflexion portant sur la méthode d’approche du message métaphysique de la Tradition universelle à partir de la structure absolue. Abellio y évoque les doctrines ésotériques, leurs applications et, surtout, la voie de leur dépassement (c’est le double sens du mot « fin ») par la transfiguration du monde dans l’homme, voie qu’il considère comme le destin propre de l’Occident et de sa rationalité. Enfin, le Manifeste de la Nouvelle Gnose est un bilan actualisé des découvertes, méditations et recherches d’Abellio, une sorte de Testament inachevé où sont une fois de plus précisés le sens et les enjeux de la connaissance, le lieu de son accomplissement, la méthode phénoménologique abellienne ainsi que les rapports qu’entretient la gnose avec les différents domaines d’investigation du réel (sciences, philosophies, religions, symbolisme, histoire, éthique).

### Les Mémoires
En ce qui concerne les Mémoires, génériquement et significativement nommées Ma dernière mémoire, trois tomes qui couvrent les quarante premières années de sa vie, elles sont le fruit de ce qu’Abellio appelle la « fonction d’historialisation » qui permet à la conscience d’accéder à la « seconde mémoire », c'est-à-dire à l’intégration du sens inscrit en filigrane dans le cours des événements d’une vie, sens qui un jour s’éclaire définitivement pour le penseur et vient transfigurer tous les actes, toutes les pensées, toutes les situations et tous les changements passés, présents et à venir. Le choix d’interrompre son autobiographie en 1947 s’explique par le fait qu’il s’agit de l’époque de la seconde naissance d’Abellio grâce à laquelle il entama son itinéraire gnostique par delà événements et anecdotes. Dans ce domaine, ajoutons un ouvrage portant sur le cours et le sens d’une vie, publié en 1973 sous le titre Dans une âme et un corps - Journal 1971 : expérience singulière pour Abellio qui ne s’intéresse qu’au sens et non aux anecdotes quotidiennes, défi véritable qu’il s’est lancé de rechercher et de trouver un « ordre caché » derrière « le désordre apparent de la vie quotidienne, tant physique que psychique ».

### Autres formes écrites d’expression
Il nous faut citer en tout premier lieu les textes écrits pour le Cercle d’Études Métaphysiques dont une partie (« Dialectique de l’initiation ») fut reprise et refondue dans La structure absolue. L’autre partie, constituée d’éditoriaux, d’articles et de comptes rendus fut publiée dans le Journal intérieur de ce même Cercle. Certains de ces éditoriaux ont été repris dans le Cahier de l’Herne consacré à Abellio. Nous trouvons aussi dans ce Cahier certains textes fondamentaux d’Abellio (« Le postulat de l’interdépendance universelle » ; « Fondements d’esthétique » ; « Fondements d’éthique » ; « Fondements de cosmologie ») ainsi qu’une édition partielle d’un Journal de Suisse consacré à l’année 1951. Abellio écrivit de nombreux articles dans différentes revues et certains magazines, nous ne les citerons pas ici et renvoyons pour cela à la bibliographie présente dans les Actes du Colloque de Cerisy ou à celle que l’on trouve dans l’ouvrage De la politique à la gnose (entretiens avec Marie-Thérèse de Brosses). Trois revues peuvent cependant être signalées en raison de l’importance des articles d’Abellio qui s’y trouvent, trois revues consacrées directement à l’œuvre et à la pensée d’Abellio : Études abelliennes (publiée par l’Association des Amis de Raymond Abellio, quatre numéro parus entre 1979 et 1982), Cahiers Raymond Abellio (2 numéros publiés en 1983 et 1984) et le numéro 72 de Question de intitulé « La structure absolue ». De nombreux entretiens et interviews (écrits, radiophoniques ou audiovisuels) furent réalisés, nous ne retiendrons ici que les plus importants, formant une œuvre à part entière : De la politique à la gnose (entretiens avec Marie-Thérèse de Brosses) contenant une conférence fondamentale d’Abellio (« Généalogie et transfiguration de l’Occident ») ; Dialogue avec Raymond Abellio (réalisé par Jean-Pierre Lombard) ; émission « Portrait » (1973) pour les « Archives du XXe siècle » avec Dominique de Roux et Jean José Marchand ; émission (1977) « L’homme en question » produite par Roger Pillaudin dont le no 1 des Études abelliennes reproduit la présentation d’Abellio par lui-même. Abellio rédigea aussi de nombreuses préfaces. Nous rappelons qu’un choix d’articles et de préfaces a été rassemblé par Philippe Camby dans l’ouvrage intitulé Approches de la Nouvelle Gnose.

### Fonds Abellio et correspondances
À la suite d’un achat intervenu en 1983, la Bibliothèque Nationale de France possède un fonds Abellio considérable constitué de manuscrits et de tapuscrits mais aussi d’une importante correspondance. Une partie minime de cette dernière a été publiée dans des revues consacrées à Abellio et dans des ouvrages écrits par certains de ses correspondants ou consacrés à ceux-ci.
Abellio fut directeur de collection dans trois grandes maisons d’édition : Grasset (collection « Correspondances »), Publications premières (collection « En marge ») et Fayard (collection « Recherches avancées »).

## Œuvres

### Essais
- Avec la signature Georges Soulès : La Fin du Nihilisme, essai, 1943, Éd. Fernand Sorlot (en collaboration avec André Mahé)
- Vers un nouveau prophétisme, essai, Éd. Gallimard, 1947, 1950, 1963.
- La Bible, document chiffré, essai, Éd. Gallimard, 1950 (2 vol.).
- Assomption de l’Europe, essai, Au Portulan, Éd. Flammarion, 1954.
- La Structure absolue, essai, Éd. Gallimard, coll. « Bibliothèque des idées », 1965.
- La fin de l'ésotérisme, essai, Éd. Flammarion, 1973.
- Approches de la nouvelle gnose, essai, Éd. Gallimard, 1981.
- Introduction à une théorie des nombres bibliques, en collaboration avec Charles Hirsch, essai, Éd. Gallimard, 1984.
- Manifeste de la nouvelle gnose, essai, Éd. Gallimard, 1989.

### Mémoires
- Ma dernière mémoire, autobiographie
  - I. Un faubourg de Toulouse (1907-1927), Éd. Gallimard, 1971.
  - II. Les militants (1927-1939), Éd. Gallimard, 1975.
  - III. Sol Invictus (1939-1947), Pauvert chez Ramsey, 1980 Prix des Deux-Magots.
- Dans une âme et un corps (Journal 1971), Éd. Gallimard, 1973.

### Préfaces, articles
- préface à Marcel Berger, La voyance m'a appris, Montaigne, 1958.
- préface à L'Idiot de Dostoïevski, Le livre de poche, 1963.
- "L'astrologie, science, art ou sagesse?", Janus, n° 8, p. 132-135 (1965)
- préface (sur l'alchimie) à Armand Barbault, L'or du millième matin (1969), J'ai lu, 1970.
- préface à La recherche de l'absolu de Balzac, Gallimard, 1976.
- préface à Jean Barets, L'astrologie rencontre la science. Les preuves par 112 faits politiques, Dervy, 1977.
- préface à Dominique de Roux, Le cinquième Empire, Le livre de poche, 1980.
- préface à Jacques Dorsan, Retour au zodiaque des étoiles, Dervy, 1986.
- préface à Léo-Georges Barry,  Les nombres magiques nucléaires, clé de la kabbale suivi de Le yi-king base du code génétique, Dervy, 1975

### Fiction
- Heureux les pacifiques, roman, Éd. Flammarion, 1947 Prix Sainte-Beuve.
- Les yeux d'Ézéchiel sont ouverts, roman, Éd. Gallimard, 1948.
- La Fosse de Babel, roman, Éd. Gallimard, 1962.
- Montségur, théâtre, Éd. L'Âge d'homme, 1982.
- Visages immobiles, roman, Éd. Gallimard, 1983.